# Нектарка капська
Некта́рка капська (Anthobaphes violacea) — вид горобцеподібних птахів родини нектаркових (Nectariniidae). Ендемік Південно-Африканської Республіки. Це єдиний представник монотипового роду Капська нектарка (Anthobaphes).

## Опис

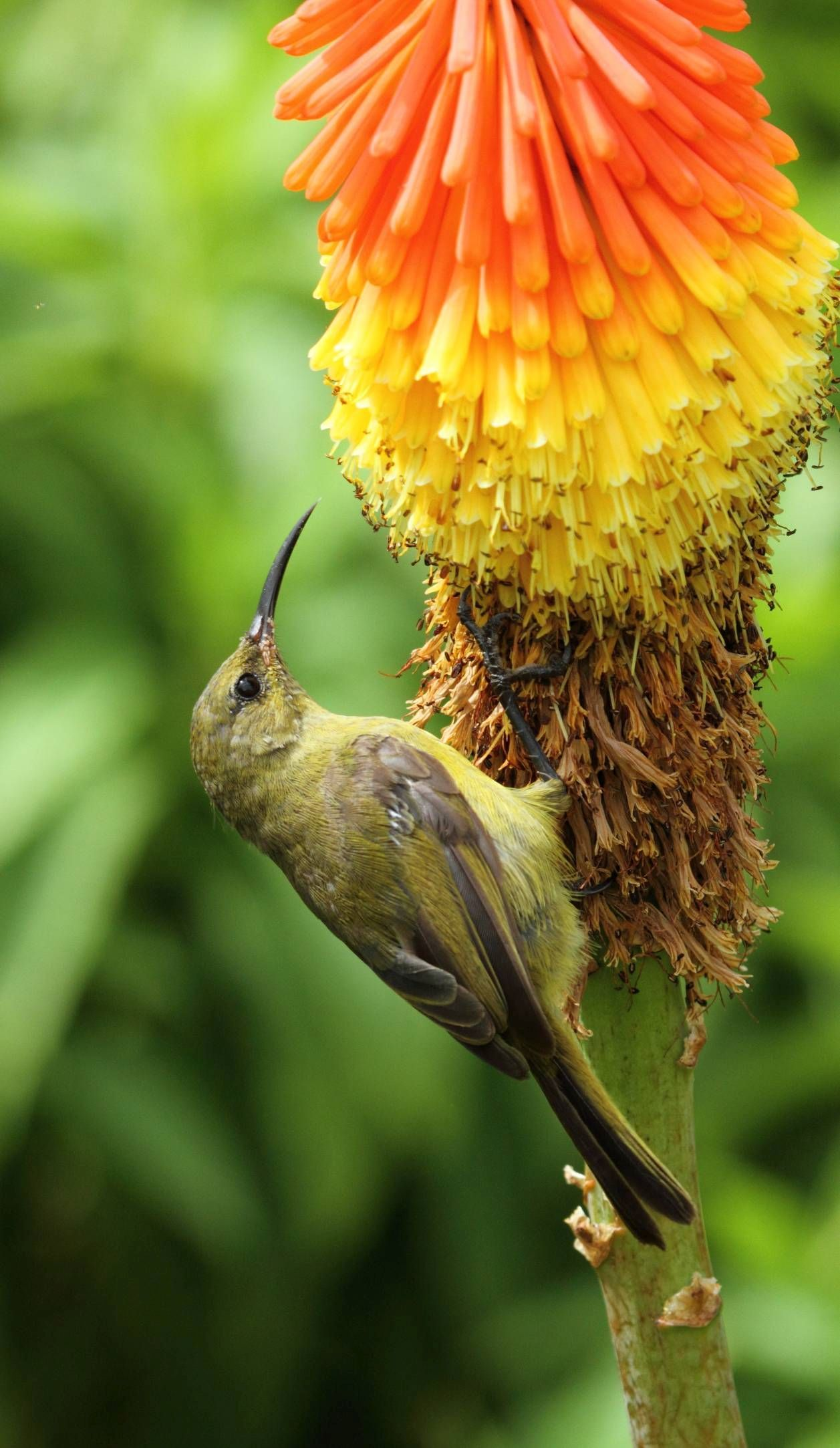
Самиця капської нектарки

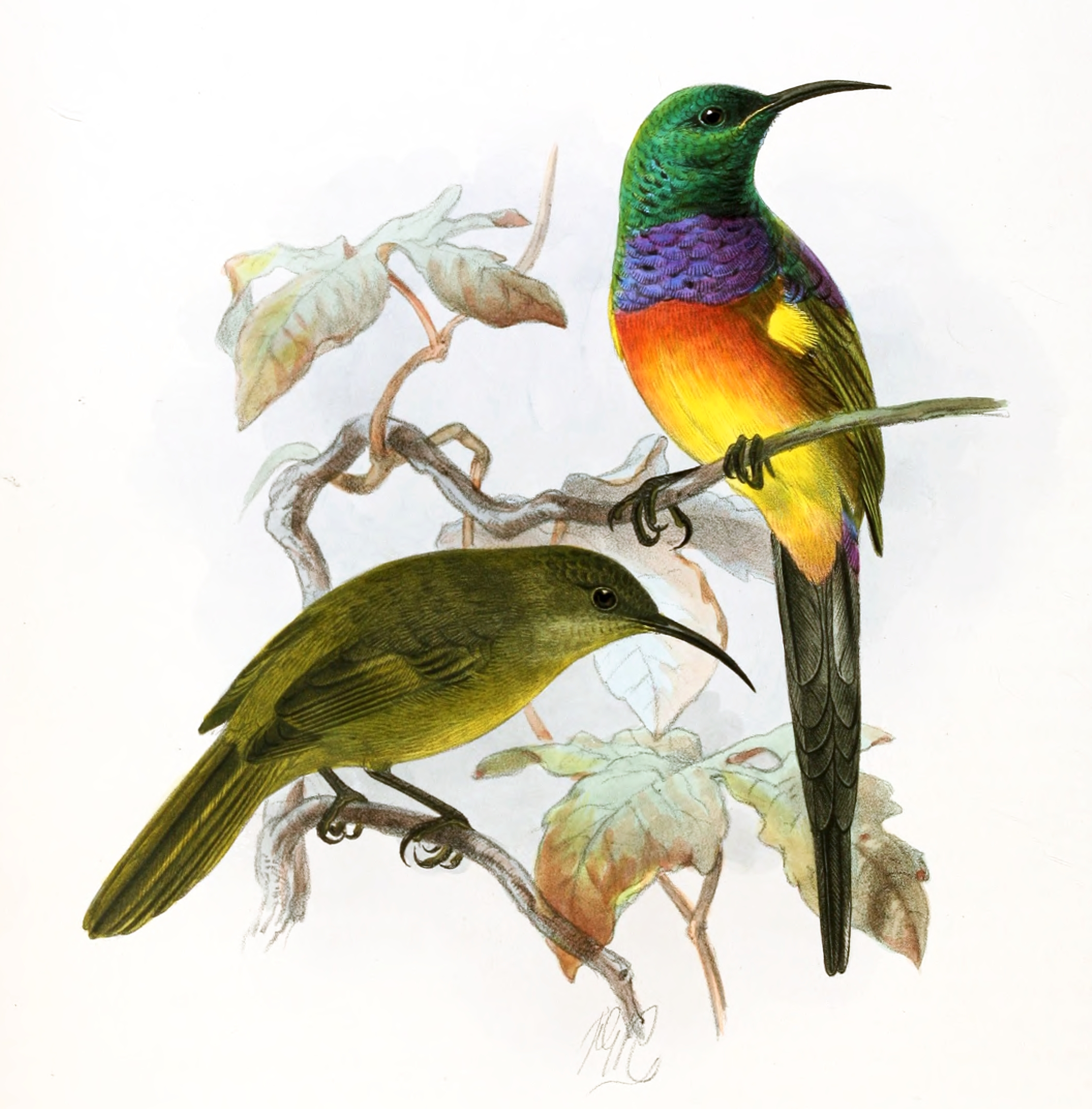
Капські нектарки

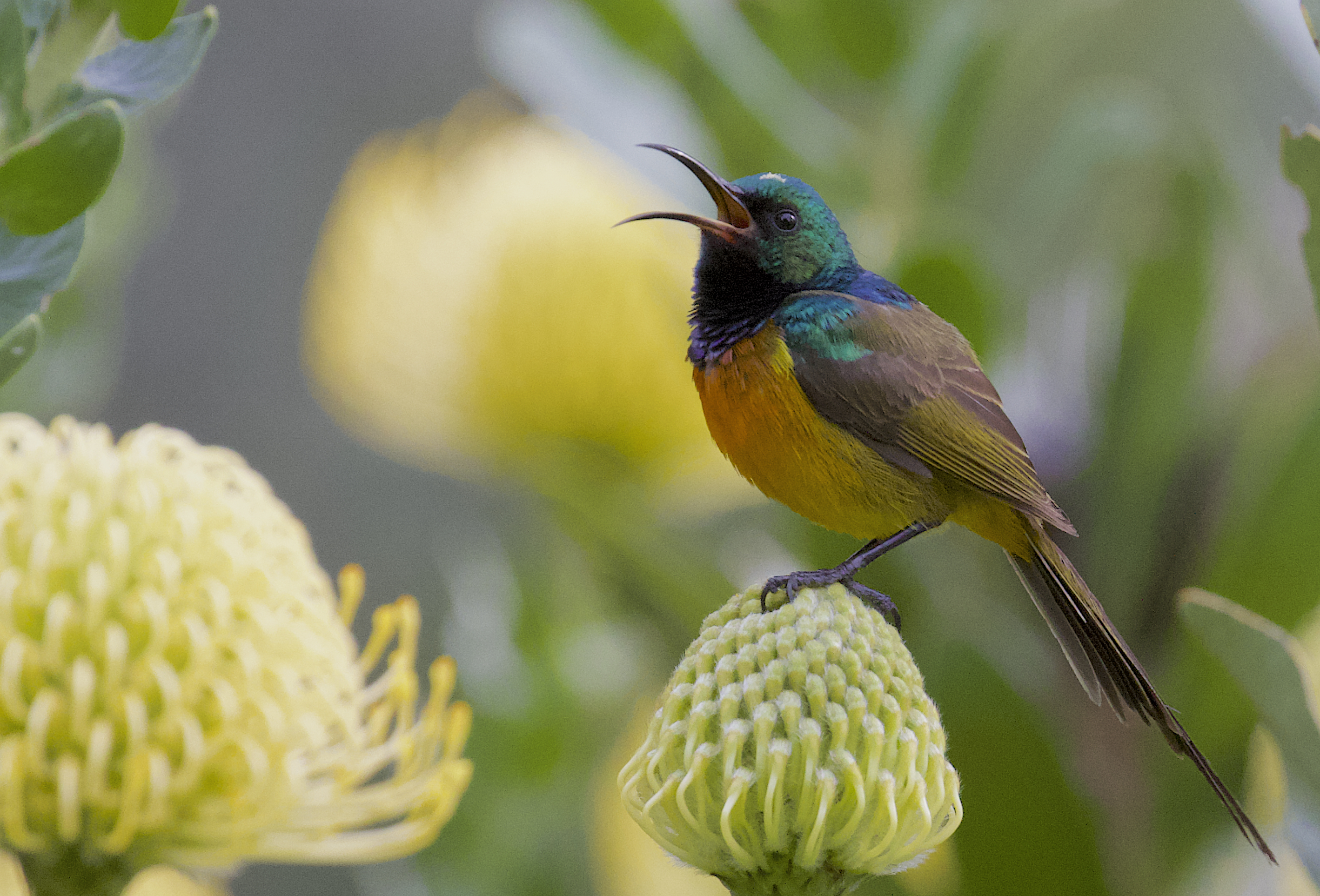
Самець капської нектарки

Довжина птаха становить 16,5 см, з яких на хвіст припадає 8,1 см. Довжина крила становить 5,7 см. У самців голова, горло і спина яскраво-зелені, з синьо-зеленими і пурпуровими металевими відблисками. Верхня частина тіла оливково-зелена. Верхня частина грудей фіолетова, металево-блискуча, нижня частина грудей яскраво-оранжева, на животі забарвлення стає світло-оранжевим і жовтим. Хвіст чорнуватий, з видовжинеми центральними стерновими перами. У самиць верхня частина тіла оливково-зеленувато-сіра, нижня частина тіла оливково-жовтувата, живіт свілий. Крила і хвіст чорнуваті. Дзьоб чорний, довгий і вигнутий. У самців він довший, ніж у самиць. Очі темно-карі, лапи чорні. Молоді птахи подібні до самиць.

## Таксономія
В 1760 році французький зоолог Матюрен Жак Бріссон включив опис капської нектарки до своєї книги "Ornithologie", описавши птаха за зразком із Мису Доброї Надії. Він використав французьку назву Le petit grimpereau a longue queue du Cap de Bonne Espérance та латинську назву Certhia Longicauda Minor Capitis Bonae Spei. Однак, хоч Бріссон і навів латинську назву, вона не була науковою, тобто не відповідає біномінальній номенклатурі і не визнана Міжнародною комісією із зоологічної номенклатури. Коли в 1766 році шведський натураліст Карл Лінней випустив дванадцяте видання своєї Systema Naturae, він доповнив книгу описом 240 видів, раніше описаних Бріссоном. Одним з цих видів була капська нектарка, для якої Лінней придумав біномінальну назву Certhia violacea. У 1850 році німецький орнітолог Жан Луї Кабаніс виділив капську нектарку до монотипового роду Anthobaphes.

## Поширення і екологія
Капські нектарки поширені на південному заході Південно-Африканської Республіки. Вони живуть у фінбоші (чагарникових заростях) і на пустищах. Віддають перевагу заростям еріки і протеї. Живляться нектаром, комахами і павуками. Вони є важливими запилювачами деяких видів рослин. Сезон розмноження триває з лютого по листопад, з піком в квітні-травні. Гніздо овальне з бічним входом. в кладці 2 яйця. Інкубаційний період триває 13-16 днів, насиджує лише самиця. Пташенята покидають гніздо через 14–22 дні після вилуплення, однак залишаються поблизу гнізда ще 5-15 днів.